# Международный день борьбы за отмену рабства
Международный день борьбы за отмену рабства (на других официальных языках ООН: англ. International Day for the Abolition of Slavery, араб. اليوم الدولي لإلغاء الرق, ‎исп. Día Internacional para la Abolición de la Esclavitud, кит. 废除奴隶制国际日, фр. la Journée internationale pour l'abolition de l'esclavage
) — отмечается 2 декабря. В этот день в 1949 году Генеральная Ассамблея ООН  приняла  «Конвенцию о борьбе с торговлей людьми и с эксплуатацией проституции третьими лицами» (резолюция № 317 (IV)). 